# 又吉克樹
又吉 克樹（またよし かつき、1990年11月4日 - ）は、沖縄県浦添市出身のプロ野球選手（投手）。右投右打。福岡ソフトバンクホークス所属。
弟は独立リーグ球団に所属歴のある又吉亮文。舞台女優の大村沙亜子とは従姉妹にあたる。
NPB史上初となる独立リーグ出身でFA権を行使した選手となった。

## 経歴

### プロ入り前
浦添市立浦添小学校1年生のときに仲間ジャイアンツで野球を始め、浦添市立浦添中学校では軟式野球部に所属。守備位置はセカンドであったが、チームメイトであった島井寛仁も「試合に出た姿をほとんど見てない」と語ったように、中学時代は試合に出ることすらできなかった。
沖縄県立西原高校入学時点では身長158cm・体重40kgと非常に小柄で、部内では「マメ」のあだ名をつけられるほどだったが、月日が経つにつれ、体が少しずつ成長。1年冬に上原健監督から投手経験の有無を問われ、「あります」と嘘をついたものの、これを機に打撃投手を務めるようになり、球数が多いため、楽にストライクを投げようとした結果、自然とサイドスローになった。2年時には、強豪校の水に合わなかった島井が西原高校に転校し、再びチームメイトとなった。2年秋、チームは下級生の投手に故障が相次ぎ、島井は転校後1年間公式戦出場不可の規定があり、投手不足のために投手転向が決定。3年夏になると、身長は172cmまで伸び、県大会では背番号10で2試合に登板したが、チームは2回戦で敗退した。高校時代の最速は117km/h。
高校卒業後は「僕は体育教諭になって野球部の監督になりたかったんです。大学に進んだのもそのためでしたし、野球部に入ったのも将来、練習メニューを考えるのに役に立つと思ったからなんです」と環太平洋大学へ進学。入学して間もない5月、戦力として計算していたサイドスローの投手が故障し、田村忠義監督が「サイドで放れるヤツおるか？」と部員たちに聞いて回っていた。そこで又吉は手を挙げ、当初は「まだ大事な試合で使えるレベルやないな」という評価であったが、現役時代はサイドスローだった田村監督の指導を受けると、1年秋に最速138km/hを計測。2年春のリーグ戦後に田村が退任したものの、2年秋にはチーム史上初の全国大会となる明治神宮大会出場へ導いた。大学進学後も体は成長を続けて身長180cmに達し、4年秋には最速144km/hを計測。依然として教員志望であったが、田村の後任である堀田一彦監督から「独立リーグで野球を続けないか？」と提案され、「それでダメなら教師への道を進もうと。父からも『若いうちにしかできないことがある』と背中を押してもらえたので」と2年以内という期限を設け、独立リーグ挑戦を決断した。四国アイランドリーグplusのトライアウトを受験し、二次試験を免除される特別合格者（10人）の1人に選ばれ、その後香川オリーブガイナーズからドラフト3位指名を受けた。背番号は21。

### 独立リーグ・香川時代
2013年、前期は5月度の月間グラゼニ賞を受賞するなど、12試合・80回2/3を投げて7勝1敗・防御率1.34と好成績を収め、前期MVPを獲得した。前期の優勝争いが佳境にあった6月22日の高知ファイティングドッグス戦では、8回二死まで走者を1人も出さず、1安打無四球という内容で9回無失点。島袋翔伍のサヨナラ本塁打で勝利投手になり、チームの前期優勝を引き寄せた。

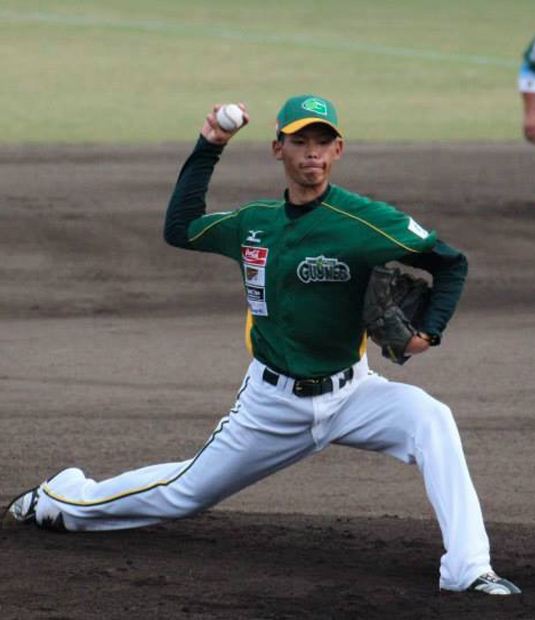
香川オリーブガイナーズ時代
（2013年）

後期は本人が「後半戦に関して言えば、その器（キャパシティ）がちょっと溢れてきていたのかもしれません」と話したように、やや調子を落としたものの、9月度の月間MVPを受賞。シーズン全体では24試合・131回1/3を投げ、13勝4敗・防御率1.64の好成績で最多勝のタイトルを獲得した他、年間グラゼニ賞と投手部門の年間ベストナインも獲得した。独立リーグ時代の最速は148km/h。
10月25日に開催されたNPBドラフト会議にて、中日ドラゴンズから2位指名を受け、11月22日に契約金6000万円、年俸840万円（いずれも金額は推定）で仮契約した。背番号は16。独立リーグの選手が2位指名を受けるのは当時史上最高であった。

### 中日時代
2014年は開幕を一軍で迎え、3月29日の広島東洋カープ戦でNPB初登板を果たし、2回3奪三振で完全投球と好投。4月6日の読売ジャイアンツ戦ではNPB初ホールドを記録した。同17日の横浜DeNAベイスターズ戦で1点ビハインドの9回表から登板し、1イニングを無失点に抑えると、直後にチームが逆転サヨナラ勝ちを収めたことで又吉にNPB初勝利が記録された。その後は4月27日に出場選手登録を抹消され、5月7日に再登録。同24日の登録抹消を経て、6月6日に再登録されたが、7月5日の巨人戦では同点の延長10回裏に登板し、四球→犠打→適時打でサヨナラ負け。NPB初黒星を喫し、この試合を終えて30試合の登板で4勝1敗4ホールド・防御率3.75という成績であったが、浅尾拓也が7月に入って6試合連続失点を喫するなど、不調で8月4日に登録抹消。さらには同9日に守護神の岩瀬仁紀が左肘の張りで登録抹消となり、福谷浩司がクローザーに回った。これらのチーム事情から又吉はセットアッパーとして起用され、8月17日の東京ヤクルトスワローズ戦ではNPB初セーブも記録。ルーキーイヤーはリーグ2位の67試合に登板し、9勝1敗24ホールド2セーブ・防御率2.21と好成績を収め、セットアッパーとしての地位を確立した。この年のセ・リーグの新人王争いは熾烈であり、又吉と大瀬良大地の二択との予想がされていたが、大瀬良217票・又吉25票と予想に反して大差がつく結果となった。シーズン終了後はドミニカ共和国行きを熱望し、10月中旬から開催されたウィンターリーグにティグレス・デル・リセイの一員として参加。17試合の登板で0勝2敗4ホールド・防御率1.69という成績を残し、12月5日に帰国した。同20日に契約更改を行い、3160万円増となる推定年俸4000万円でサインした。
2015年は開幕前に日本代表の強化試合（詳細後述）に出場し、レギュラーシーズンではセットアッパーとして開幕を一軍で迎えた。しかし、阪神タイガースとの開幕戦では1回3失点で救援失敗。失点する試合の多くが複数失点と好不調の波が激しく、5月15日の阪神戦でも2/3回を4安打2失点で敗戦投手。23試合に登板して2勝2敗10ホールド・防御率3.70という成績で翌16日に出場選手登録を抹消された。5月26日の再登録以降もセットアッパーを務めたが、不調時の複数失点は続いており、8月13日の阪神戦でも狩野恵輔に決勝ソロ本塁打を打たれるなど、2/3回を4安打1四球3失点で敗戦投手となり、翌14日に登録抹消。8月26日の再登録後はシーズン終了までセットアッパーを務めたものの、9月10日の広島戦では1/3回を1安打2四球3失点で敗戦投手となるなど、最後まで好不調の波を解消できなかった。本人も「波の激しいシーズン。実力のなさを痛感した」と語り、この年は63試合の登板で6勝6敗30ホールド・防御率3.36という成績を残し、オフに500万円増となる推定年俸4500万円でサインした。
2016年もセットアッパーとして開幕を一軍で迎えた。5月11日のDeNA戦終了時点では20試合に登板し、2勝0敗6ホールド・防御率3.63を記録していたが、その後は7試合の登板で4敗を喫し、5月25日に出場選手登録を抹消された。6月15日に再登録されるも、同25日の巨人戦では決勝の押し出し四球を与え、1回2安打2四球1失点で敗戦投手。その後はホールド機会が減少し、7月14日には出場選手登録を抹消された。8月12日の再登録以降は23試合の登板で防御率0.78と復調し、シーズン終了まで一軍に帯同。この年は62試合の登板で6勝6敗16ホールド・防御率2.80という成績であったが、監督代行であった森繁和が一軍監督に正式就任すると、又吉の先発転向プランを明かし、シーズン終了後に参加したフェニックスリーグでは先発として登板した。11月25日に500万円増となる推定年俸5000万円で契約を更改。また、オフシーズン中に森監督が「又吉と福谷に関しては先発もやらせます。やってみて、できないのなら元に戻すこともある」と来春キャンプでは先発調整となることを明言した。
2017年はオープン戦の開幕投手を務めるなど、春季キャンプから先発として調整を進めていたが、投手陣に不確定な要素が多いチーム事情があり、オープン戦では先発登板が2試合、リリーフ登板が2試合と流動的な起用法であり、最終的には4年連続の開幕一軍をリリーフとして迎えた。主にロングリリーフで3試合に登板し、計8イニングを無失点に抑えると、4月13日のヤクルト戦でNPB初先発となり、8回2失点と好投するも勝敗付かず。続く同21日のDeNA戦では自己最多の133球を投じ、7回2/3を2失点（自責点1）と好投したが、またも勝敗は付かなかった。ただ、初の中5日での先発登板となった4月27日のヤクルト戦では、7回5安打無四死球3奪三振無失点の好投でNPB先発初勝利を挙げた。その後は先発ローテーションを回り、6月6日の千葉ロッテマリーンズ戦では9回4安打4四球8奪三振無失点という内容でNPB初完投・初完封勝利を挙げた。交流戦終了までに9試合の先発登板で7度のQS、3勝0敗・防御率2.63を記録していたものの、リーグ戦再開後はリリーフへ転向。7月3日には監督推薦でオールスターに初選出され、球宴第1戦に4番手として登板した。後半戦もセットアッパーの役目を全うし、この年は50試合（9先発）の登板で8勝3敗21ホールド、110イニングを投げて防御率2.13と大車輪の活躍を見せた。シーズン終了後には第1回アジアチャンピオンシップ（詳細後述）に出場。オフに3800万円増となる推定年俸8800万円で契約を更改した
2018年も春季キャンプから先発調整を進めるも、実戦で結果を残せず、リリーフとして開幕一軍入り。しかし、開幕から6試合の登板で先発の白星を2度消し、計6イニングで8失点と精彩を欠き、4月15日に出場選手登録を抹消された。5月30日に再登録され、8月9日の広島戦で通算100ホールドを達成したが、続く同11日のヤクルト戦では2点リードの8回表から登板し、1回3失点で敗戦投手。35試合の登板で2勝4敗9ホールド・防御率6.17と振るわず、森監督からは「ああいうことが多いから防御率が悪くなる」と大量失点の多さを指摘され、二軍降格が決定した。9月4日に一軍へ再昇格し、シーズン終了まで一軍に帯同したが、この年は40試合のリリーフ登板のうち、3失点以上を喫した登板が8試合もあったなど、2勝5敗9ホールド・防御率6.53という成績に終わった。オフに減額制限いっぱいとなる25%減（2200万円減）となる推定年俸6600万円で契約を更改した。
2019年は6年連続となる開幕一軍入りを果たしたものの、DeNAとの開幕戦では1回1/3を2失点で敗戦投手。4月5日のヤクルト戦では1回2/3を3失点で同点を許すなど、回跨ぎでの失点が目立ったが、同27日の阪神戦では3イニングを完全投球と好投し、シーズン初勝利を挙げた。続く5月3日のヤクルト戦ではシーズン初先発となるも、5回1/3を5失点で敗戦投手。同10日の阪神戦では2回裏に打者10人で5安打2四球の猛攻を許し、この回限りで降板して敗戦投手となると、翌11日に出場選手登録を抹消された。7月28日に再登録されると、主にロングリリーフとして15試合・24回2/3を投げ、防御率1.82を記録し、シーズン終了まで一軍に帯同。ただ、シーズン全体では26試合（2先発）の登板で3勝3敗3ホールド・防御率4.06という成績であり、オフに減額制限いっぱいとなる25%減（1650万円減）となる推定年俸4950万円で契約を更改した。
2020年は新型コロナウイルスの影響で120試合制・開幕延期となったが、6月19日の開幕を一軍で迎えた。しかし、同26日の広島戦での登板中に左脇腹の痛みを覚え、翌27日に出場選手登録を抹消され、診察の結果左腹斜筋損傷と診断された。8月11日の二軍戦で実戦復帰を果たし、9月1日に一軍復帰。シーズン終盤には（移動日を挟んで）7連投をこなすなど、この年は26試合の登板で4勝0敗7ホールド・防御率2.77と存在感を見せた。オフに750万円減となる推定年俸4200万円で契約を更改した。
2021年は8年連続となる開幕一軍入りを果たすと、4月から5月前半にかけて15試合連続無失点を記録。ライデル・マルティネスが東京オリンピック予選出場のためにチームを離れると、代役でクローザーも務めた。7月4日終了時点で37試合に登板し、0勝1敗15ホールド8セーブ・防御率1.02を記録すると、翌5日に監督推薦で4年ぶり2度目となるオールスターに選出され、球宴第1戦に5番手として登板した。東京オリンピックによる中断期間を経て、後半戦の開幕も一軍で迎え、8月中旬から9月下旬にかけては16試合連続無失点を記録。この年はチーム最多の66試合に登板し、3勝2敗33ホールド8セーブ・防御率1.28と復活を遂げた。シーズン中に国内FA権を取得しており、11月29日に国内FA権の行使を表明した。

### ソフトバンク時代
2021年12月17日に福岡ソフトバンクホークスが獲得を発表した。背番号は14。4年契約であり、出来高払いを含めた推定総額は6億5000万円。独立リーグ出身者のFA権行使による移籍はNPB史上初となった。
2022年1月26日に新型コロナウイルス陽性判定を受け、春季キャンプをC組でスタートしたものの、2月19日にA組に合流。開幕を一軍で迎えると、初登板→初ホールド→初勝利→初セーブと開幕から4登板連続で“移籍後初”を記録した。セットアッパーとして活躍し、7月6日にはファン投票で2年連続3度目となるオールスターに選出されたが、同8日の北海道日本ハムファイターズ戦の9回表に登板し、先頭打者・石井一成に一・二塁間への打球（結果は右安打）を打たれ、一塁へのベースカバーに向かった際に右足を痛め、わずか1球で緊急降板。翌9日に出場選手登録を抹消され、検査の結果、右足のリスフラン関節損傷・内側楔状骨骨折・舟状骨骨折と診断され、復帰まで3か月前後を要する見込みであり、オールスターも出場辞退となった。レギュラーシーズン中の復帰は果たせず、この年は31試合に登板し、3勝3敗14ホールド1セーブ・防御率2.10という成績であった。CSファイナルステージ期間中の10月14日に出場選手登録されたが、登板は見送られた。オフに現状維持となる推定年俸1億5000万円で契約を更改した。
2023年も開幕を一軍で迎え、開幕から5試合連続無失点を記録していたが、4月18日の埼玉西武ライオンズ戦では1点ビハインドの5回裏、一死二・三塁から登板して外崎修汰に3点本塁打を被弾。その後二死一塁としてマーク・ペイトンにも2点本塁打を被弾し、この登板を最後に同22日に出場選手登録を抹消された。二軍でもなかなか調子が安定しなかったが、大阪遠征中の6月5・6日の二夜にわたって小久保裕紀二軍監督に相談を持ちかけ、小久保の現役時代の経験談を聞いて「こうなったら33にして、150km/hを目指します」と決意し、体を大きくひねるトルネード投法に変更。さらに体重も増量し、7月25日に出場選手登録され、8月26日の東北楽天ゴールデンイーグルス戦では151km/hを計測するなど、圧巻の投球を続け、再昇格後は26試合の登板中、失点を喫したのは3試合のみ。この年は32試合の登板で2勝2敗10ホールド・防御率2.25という成績を残し、ポストシーズン終了まで一軍に帯同すると、ロッテとのCSファーストステージ第3戦でポストシーズン初登板を果たした。オフに現状維持となる推定年俸1億5000万円で契約を更改した
2024年も開幕を一軍で迎え、レギュラーシーズンを通してリリーフ陣の一角を担い、チーム5位タイの40試合に登板。ただ、1勝1敗6ホールド・防御率3.54と本人も「物足りない」「40回しかマウンドに上がれなかった、貢献できなかったと感じる」と話す成績であり、レギュラーシーズン終了に伴い、10月5日に出場選手登録を抹消されると、同16日のCSファイナルステージ開幕時には再登録されなかった。また、日本シリーズでは出場資格者名簿にこそ登録されたが、1試合もベンチに入ることができなかった。オフに現状維持となる推定年俸1億5000万円で契約を更改した。

## 代表経歴
2015年3月10・11日に東京ドームで開催された日本代表強化試合GLOBAL BASEBALL MATCH 2015 侍ジャパン 対 欧州代表の出場メンバーとして、日本代表のトップチームに初招集された。第1戦に4番手として登板し、1イニングを無失点に抑えて勝利投手となった。
同年7月16日に第1回プレミア12日本代表の第1次候補選手に選出されたが、最終ロースターの28名には残らなかった。

### 第1回アジアチャンピオンシップ

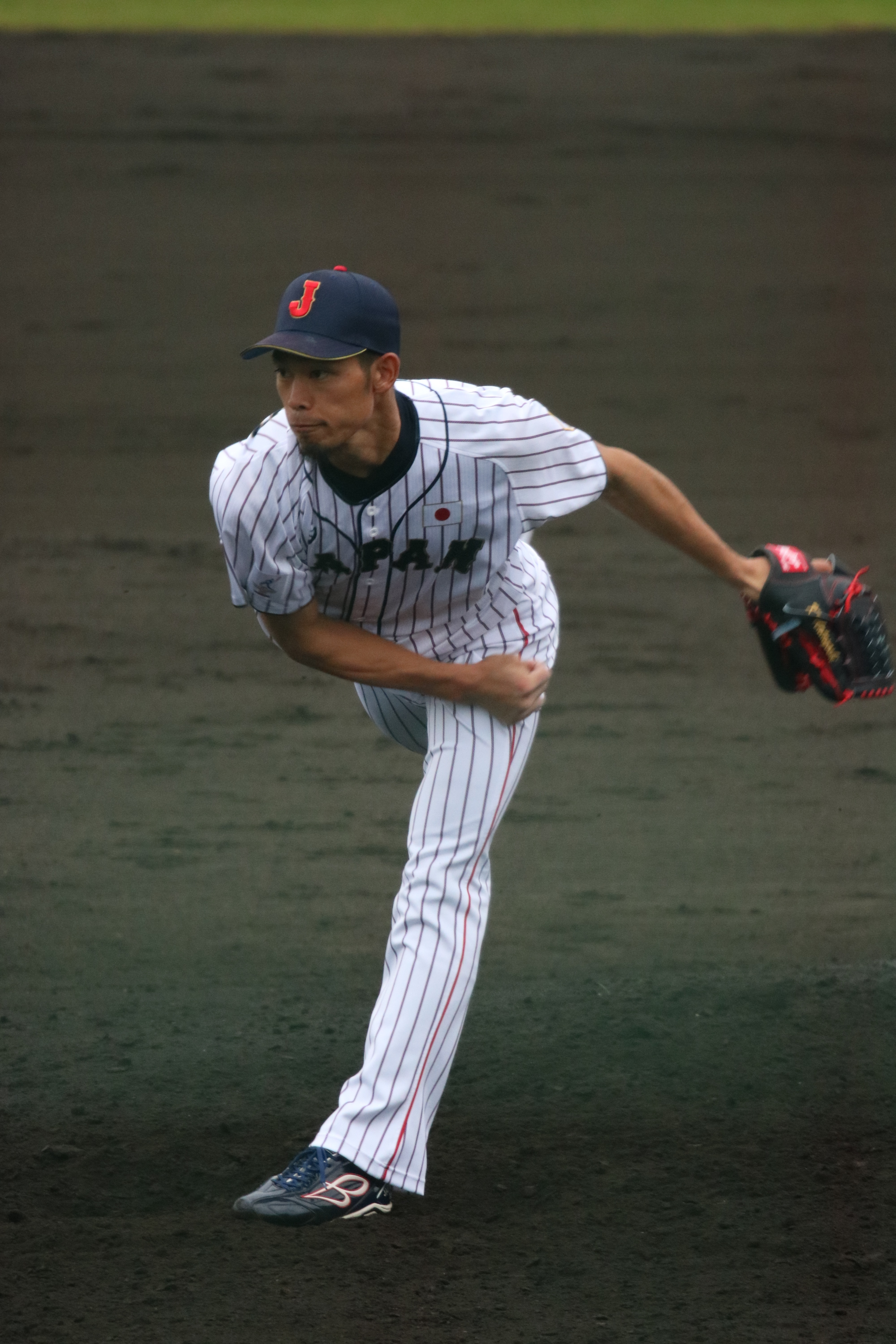
2017年11月13日 侍ジャパン壮行試合
（中日ドラゴンズ時代）

2017年11月16日から東京ドームで開催された第1回アジアプロ野球チャンピオンシップの日本代表にオーバーエイジ枠の1人として選出された。代表チームでは、監督の稲葉篤紀の方針でセットアッパーに起用。山﨑康晃・石崎剛と並んで「勝利の方程式」を担いながら、代表チームの優勝に貢献した。

## 選手としての特徴
サイドスローから投げる、最速152km/hのストレートと、スライダーが武器、シュートも混ぜる。リリーフとして起用された際にイニング数を上回る奪三振数が魅力。2014年シーズンの9イニング換算の奪三振率は11.51で、200人以上の打者と対戦した投手ではリーグトップとなっている。
中日への入団後から指導をしていた一軍投手コーチ（当時）の友利結（デニー友利）は、「又吉が投げると勝てる雰囲気がある。テンポがいいし三振が取れる。野手も気持ちが入って打てるんじゃない？」と評価。救援投手として頭角を現した1年目の終盤には、「相手から勝ち星を盗んで逃げていく」という意味で、又吉に「怪盗ルパン」というニックネームを付けていた。なお中日の主催試合では2015年シーズン途中までおよび2018年から「ルパン三世のテーマ」が又吉の登場曲に使われていた。

## 人物・エピソード
憧れの投手は、同じサイドスローの右腕投手である館山昌平。
おおらかで物怖じしない明るい性格。試合中はよく野手にも声をかけ、時にマウンドでも笑顔を見せる。
中日から指名された2013年のNPBドラフト会議では、又吉が待機する記者会見場に、香川球団が「記者会見のスポンサー企業」（球団支援企業の一つ）であるかどや製油のごま油を配置。ドラフト指名に関する記者会見では「異例」とも言える取り合わせが話題になった。又吉は翌2014年に、香川のIL開幕戦（対徳島インディゴソックス戦）に向けて自身の名前で花輪を贈ることによって、自身が抜けた古巣の開幕戦を祝福している。
チームメイトの京田陽太とは顔や体付きが似ている点があり、京田とともに選出された第1回アジア プロ野球チャンピオンシップ日本代表の合宿では代表監督の稲葉篤紀に京田と間違えて声をかけられてしまう一幕があった。
ドラフト指名当時、名前のよく似たピースの又吉直樹との対面を希望していた。中日入団後の2017年に又吉直樹が番組（テレビ東京「Sportsウォッチャー」）で自分のことを紹介した際にその写真が送られ、お礼としてグローブを送ると、そのことも番組で紹介された。なお克樹は、直樹が克樹を番組で紹介しているときの映像を、Twitterの固定ツイートに設定している。
中日時代から試合以外の普段の選手の様子などをSNSで積極的に発信しており、ファンや選手の間で「又吉広報」と呼ばれている。
前述の通り、元々は教員志望だったため、大学では保健体育の教員免許を取得している。

## 詳細情報

### 年度別投手成績
| 年 度      | 球 団        | 登 板 | 先 発 | 完 投 | 完 封 | 無 四 球 | 勝 利 | 敗 戦 | セ 丨 ブ | ホ 丨 ル ド | 勝 率 | 打 者 | 投 球 回 | 被 安 打 | 被 本 塁 打 | 与 四 球 | 敬 遠 | 与 死 球 | 奪 三 振 | 暴 投 | ボ 丨 ク | 失 点 | 自 責 点 | 防 御 率 | W H I P |
| ---------- | ------------ | ----- | ----- | ----- | ----- | -------- | ----- | ----- | -------- | ----------- | ----- | ----- | -------- | -------- | ----------- | -------- | ----- | -------- | -------- | ----- | -------- | ----- | -------- | -------- | ------- |
| 2014       | 中日         | 67    | 0     | 0     | 0     | 0        | 9     | 1     | 2        | 24          | .900  | 321   | 81.1     | 50       | 3           | 28       | 0     | 4        | 104      | 1     | 0        | 20    | 20       | 2.21     | 0.96    |
| 2015       | 中日         | 63    | 0     | 0     | 0     | 0        | 6     | 6     | 0        | 30          | .500  | 301   | 72.1     | 64       | 5           | 23       | 0     | 4        | 82       | 1     | 0        | 27    | 27       | 3.36     | 1.20    |
| 2016       | 中日         | 62    | 0     | 0     | 0     | 0        | 6     | 6     | 0        | 16          | .500  | 239   | 54.2     | 58       | 3           | 17       | 0     | 3        | 55       | 1     | 0        | 22    | 17       | 2.80     | 1.37    |
| 2017       | 中日         | 50    | 9     | 1     | 1     | 0        | 8     | 3     | 0        | 21          | .727  | 434   | 110.0    | 84       | 7           | 36       | 0     | 5        | 78       | 0     | 1        | 27    | 26       | 2.13     | 1.09    |
| 2018       | 中日         | 40    | 0     | 0     | 0     | 0        | 2     | 5     | 0        | 9           | .286  | 187   | 41.1     | 54       | 6           | 17       | 0     | 1        | 28       | 1     | 0        | 30    | 30       | 6.53     | 1.72    |
| 2019       | 中日         | 26    | 2     | 0     | 0     | 0        | 3     | 3     | 0        | 3           | .500  | 182   | 44.1     | 35       | 5           | 19       | 0     | 1        | 37       | 0     | 0        | 21    | 20       | 4.06     | 1.22    |
| 2020       | 中日         | 26    | 0     | 0     | 0     | 0        | 4     | 0     | 0        | 7           | 1.000 | 105   | 26.0     | 22       | 2           | 8        | 1     | 1        | 18       | 0     | 0        | 8     | 8        | 2.77     | 1.15    |
| 2021       | 中日         | 66    | 0     | 0     | 0     | 0        | 3     | 2     | 8        | 33          | .600  | 245   | 63.1     | 47       | 2           | 22       | 2     | 1        | 41       | 0     | 0        | 11    | 9        | 1.28     | 1.09    |
| 2022       | ソフトバンク | 31    | 0     | 0     | 0     | 0        | 3     | 3     | 1        | 14          | .500  | 122   | 30.0     | 27       | 4           | 8        | 2     | 0        | 22       | 0     | 0        | 8     | 7        | 2.10     | 1.17    |
| 2023       | ソフトバンク | 32    | 0     | 0     | 0     | 0        | 2     | 2     | 0        | 10          | .500  | 113   | 28.0     | 21       | 2           | 10       | 0     | 2        | 15       | 1     | 0        | 7     | 7        | 2.25     | 1.11    |
| 2024       | ソフトバンク | 40    | 0     | 0     | 0     | 0        | 1     | 1     | 0        | 6           | .500  | 168   | 40.2     | 37       | 2           | 10       | 2     | 3        | 24       | 0     | 0        | 17    | 16       | 3.54     | 1.16    |
| 通算：11年 | 通算：11年   | 503   | 11    | 1     | 1     | 0        | 47    | 32    | 11       | 173         | .595  | 2417  | 592.0    | 499      | 41          | 198      | 7     | 25       | 504      | 5     | 1        | 198   | 187      | 2.84     | 1.18    |

- 2024年度シーズン終了時

### 年度別守備成績
| 年 度 | 球 団        | 投手  | 投手  | 投手  | 投手  | 投手  | 投手     |
| 年 度 | 球 団        | 試 合 | 刺 殺 | 補 殺 | 失 策 | 併 殺 | 守 備 率 |
| ----- | ------------ | ----- | ----- | ----- | ----- | ----- | -------- |
| 2014  | 中日         | 67    | 6     | 15    | 0     | 0     | 1.000    |
| 2015  | 中日         | 63    | 4     | 15    | 1     | 1     | .950     |
| 2016  | 中日         | 62    | 4     | 5     | 0     | 1     | 1.000    |
| 2017  | 中日         | 50    | 5     | 20    | 0     | 2     | 1.000    |
| 2018  | 中日         | 40    | 2     | 6     | 0     | 0     | 1.000    |
| 2019  | 中日         | 26    | 2     | 11    | 0     | 3     | 1.000    |
| 2020  | 中日         | 26    | 3     | 7     | 0     | 1     | 1.000    |
| 2021  | 中日         | 66    | 6     | 15    | 0     | 5     | 1.000    |
| 2022  | ソフトバンク | 31    | 1     | 8     | 0     | 0     | 1.000    |
| 2023  | ソフトバンク | 32    | 2     | 7     | 0     | 0     | 1.000    |
| 2024  | ソフトバンク | 40    | 2     | 5     | 2     | 0     | .778     |
| 通算  | 通算         | 503   | 37    | 114   | 3     | 13    | .981     |

- 2024年度シーズン終了時
- 各年度の太字はリーグ最高

### 記録

#### NPB
初記録
投手記録
- 初登板：2014年3月29日、対広島東洋カープ2回戦（ナゴヤドーム）、7回表に2番手で救援登板、2回無失点
- 初奪三振：同上、7回表に石原慶幸から空振り三振
- 初ホールド：2014年4月6日、対読売ジャイアンツ3回戦（ナゴヤドーム）、8回表に2番手で救援登板、1回無失点
- 初勝利：2014年4月17日、対横浜DeNAベイスターズ3回戦（ナゴヤドーム）、9回表に5番手で救援登板・完了、1回無失点
- 初セーブ：2014年8月17日、対東京ヤクルトスワローズ18回戦（ナゴヤドーム）、9回表に4番手で救援登板・完了、1回1/3を無失点
- 初先発登板：2017年4月13日、対東京ヤクルトスワローズ2回戦（明治神宮野球場）、8回2失点で勝敗つかず
- 初先発勝利：2017年4月27日、対東京ヤクルトスワローズ5回戦（ナゴヤドーム）、7回無失点3奪三振
- 初完投勝利・初完封勝利：2017年6月6日、対千葉ロッテマリーンズ1回戦（ZOZOマリンスタジアム）、9回4安打8奪三振

打撃記録
- 初打席・初安打：2014年5月20日、対北海道日本ハムファイターズ1回戦（札幌ドーム）、7回表に石井裕也から中前安打
- 初打点：2017年4月13日、対東京ヤクルトスワローズ2回戦（明治神宮野球場）、2回表にデービッド・ブキャナンから三塁適時内野安打

節目の記録
- 100ホールド：2018年8月9日、対広島東洋カープ18回戦（MAZDA Zoom-Zoom スタジアム広島）、10回裏に5番手で救援登板、1回無失点 ※史上30人目[204]
- 150ホールド：2022年4月26日、対埼玉西武ライオンズ4回戦（福岡PayPayドーム）、8回表に4番手で救援登板、1回無失点 ※史上9人目[205]
- 500試合登板：2024年9月18日、対北海道日本ハムファイターズ23回戦（みずほPayPayドーム福岡）、9回裏に5番手で救援登板、1回1失点 ※史上110人目[206]

その他の記録
- オールスターゲーム出場：2回（2017年、2021年）※2022年も選出されたが怪我のため出場辞退

### 独立リーグでの投手成績
| 年 度     | 球 団     | 防 御 率 | 登 板 | 勝 利 | 敗 戦 | セ 丨 ブ | 完 投 | 完 封 | 無 四 球 | 投 球 回 | 打 者 | 被 安 打 | 被 本 塁 打 | 奪 三 振 | 与 四 球 | 与 死 球 | 失 点 | 自 責 点 | 暴 投 | ボ 丨 ク |
| --------- | --------- | -------- | ----- | ----- | ----- | -------- | ----- | ----- | -------- | -------- | ----- | -------- | ----------- | -------- | -------- | -------- | ----- | -------- | ----- | -------- |
| 2013      | 香川      | 1.64     | 24    | 13    | 4     | 0        | 2     | 2     | 1        | 131.1    | 521   | 94       | 2           | 101      | 29       | 6        | 31    | 24       | 4     | 0        |
| 通算：1年 | 通算：1年 | 1.64     | 24    | 13    | 4     | 0        | 2     | 2     | 1        | 131.1    | 521   | 94       | 2           | 101      | 29       | 6        | 31    | 24       | 4     | 0        |

- 各年度の太字はリーグ最高

### 独立リーグでのタイトル・表彰
タイトル
- 最多勝：1回（2013年）

表彰
- チームMVP：1回（2013年）
- 前期リーグMVP：1回（2013年）
- ベストナイン：1回（投手部門：2013年）
- 最優秀選手：1回（投手部門：2013年）
- 月間MVP：1回（2013年9月）

### 背番号
- 21（2013年）
- 16（2014年 - 2021年）
- 14（2022年 - ）
- 21（GLOBAL BASEBALL MATCH 2015）

### 登場曲
香川オリーブガイナーズ
- 「オジー自慢のオリオンビール」BEGIN（2013年）

中日ドラゴンズ
- 「ルパン三世のテーマ」大野雄二（2015年・2018年‐、2018年以降は打席時に使用）
- 「Rool on Down the Highway」The Donnas（2015年シーズン途中 - 2016年）
- 「Pleasure 2008 ～人生の快楽～」B'z（2017年 - 、2018年以降は登板時に使用）

### 代表歴
- 2017 アジア プロ野球チャンピオンシップ 日本代表